# جایزه بزرگ هلند ۱۹۸۱
جایزه بزرگ هلند ۱۹۸۱ (انگلیسی: ‎1981 Dutch Grand Prix‎) یک مسابقهٔ موتوری در رشتهٔ اتومبیل‌رانی فرمول یک بود که در تاریخ ۳۰ اوت ۱۹۸۱ در پیست زاندفورت واقع در زاندفورت، هلند برگزار شد. این گراند پری در میان ۱۵ گراند پری در فصل ۱۹۸۱، مسابقهٔ شمارهٔ ۱۲ بود.
در این مسابقه که در ۷۲ دور و به مسافت ۳۰۶٫۱۴۴ کیلومتر (۱۹۰٫۲۲۹ مایل) برگزار شد، پول پوزیشن توسط آلن پروست کسب شد و سریع‌ترین زمان برای طی یک دور پیست که برابر با ۱:۲۱٫۸۳ بود نیز توسط آلن جونز به ثبت رسید.
آلن پروست از تیم رنو، نلسون پیکه از تیم برابام-فورد و آلن جونز از تیم ویلیامز-فورد به‌ترتیب مقام‌های اول تا سوم مسابقه را کسب کردند.

## رده‌بندی قهرمانی پس از مسابقه
| جایگاه | راننده        | امتیاز |
| ------ | ------------- | ------ |
| ۱      | نلسون پیکه    | ۴۵     |
| ۲      | کارلوس روتمان | ۴۵     |
| ۳      | ژاک لافیت     | ۳۴     |
| ۴      | آلن جونز      | ۳۱     |
| ۵      | آلن پروست     | ۲۸     |
| منبع:  |               |        |

| جایگاه | سازنده       | امتیاز |
| ------ | ------------ | ------ |
| ۱      | ویلیامز-فورد | ۷۶     |
| ۲      | برابام-فورد  | ۵۶     |
| ۳      | رنو          | ۳۹     |
| ۴      | لیجیه-ماترا  | ۳۴     |
| ۵      | فراری        | ۲۸     |
| منبع:  |              |        |

یادداشت
- تنها پنج جایگاه نخست از هر رده‌بندی نمایش داده شده است.